# David Boucher
David Boucher (Maubeuge, 17 maart 1980) is een voormalig Belgisch wielrenner. De voormalige Fransman liet zich in 2013 naturaliseren tot Belg.
Hij werd gekenmerkt door het feit dat hij vaak meeging in ontsnappingen in rittenkoersen en dus een echte kilometervreter was. Als de ontsnapping droeg tot het einde van de rit, had hij vaak nog het meeste in huis, zodat hij af en toe een overwinning behaalde. 

## Belangrijkste overwinningen
2003
Eindklassement Ronde van Antwerpen
2004
4e etappe Ronde van Loir-et-Cher
Proloog Ronde van Bretagne
2e etappe Ronde van de Somme
2017
 Belgisch kampioen tijdrijden, Elite zonder contract

## Resultaten in voornaamste wedstrijden
| Jaar | Ronde van Italië | Ronde van Frankrijk | Ronde van Spanje |
| ---- | ---------------- | ------------------- | ---------------- |
| 2005 |                  |                     |                  |
| 2006 |                  |                     |                  |
| 2007 |                  |                     |                  |
| 2008 |                  |                     |                  |
| 2009 |                  |                     |                  |
| 2010 |                  |                     |                  |
| 2011 |                  |                     |                  |
| 2012 |                  |                     | opgave           |
| 2013 |                  |                     |                  |
| 2014 |                  |                     |                  |
| 2015 |                  |                     |                  |

| Jaar | Milaan-San Remo | Gent-Wevelgem | Ronde van Vlaanderen | Parijs-Roubaix | Parijs-Tours |
| ---- | --------------- | ------------- | -------------------- | -------------- | ------------ |
| 2005 |                 |               | 90e                  |                |              |
| 2006 |                 | 66e           | opgave               | opgave         |              |
| 2007 |                 |               | 72e                  | opgave         | 128e         |
| 2008 |                 |               | opgave               | 41e            | 154e         |
| 2009 |                 | opgave        | opgave               | opgave         | 71e          |
| 2010 |                 | 51e           | opgave               |                |              |
| 2011 |                 |               | 114e                 | 52e            | 13e          |
| 2012 |                 | 73e           | 86e                  | buit.tijd      |              |
| 2013 |                 | 33e           | opgave               | opgave         |              |
| 2014 | 101e            | 118e          | opgave               | opgave         | 122e         |
| 2015 |                 | opgave        |                      | opgave         |              |

## Ploegen
- 2003 –  Marlux-Wincor-Nixdorf (stagiair vanaf 1-9)
- 2004 –  Oktos (vanaf 14-5)
- 2005 –  MrBookmaker.com-SportsTech
- 2006 –  Unibet.com
- 2007 –  Landbouwkrediet-Tönissteiner
- 2008 –  Landbouwkrediet-Tönissteiner
- 2009 –  Landbouwkrediet-Colnago
- 2010 –  Landbouwkrediet
- 2011 –  Omega Pharma-Lotto
- 2012 –  FDJ-BigMat
- 2013 –  FDJ
- 2014 –  FDJ.fr
- 2015 –  FDJ
- 2016 –  Crelan-Vastgoedservice Continental Team
- 2017 –  Pauwels Sauzen-Vastgoedservice Continental Team
- 2018 –  Tarteletto-Isorex
- 2019 –  Tarteletto-Isorex